# Aílton José Almeida
Aílton José Almeida (Hematita, 1984. augusztus 20. –), egyszerűen csak Aílton, brazil labdarúgó, az orosz RFK Tyerek Groznij csatára.